# Minnekus Verbaan

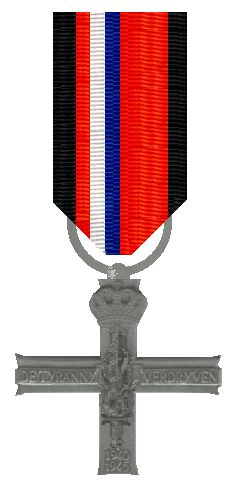
Verzetsherdenkingskruis

Minnekus (Mink) Verbaan (Scheveningen, 22 oktober 1921 – 9 april 2009) was een Nederlandse visser in de rang van matroos. Hij kwam op 1 september 1942 met een groep Engelandvaarders aan in het Engelse West Hartlepool waarna ze werden ondergebracht in het Holland House te Londen. Na een verhoor in de Patriotic School te Londen nam Verbaan in februari 1943 dienst bij de Koninklijke Marine. Al in oktober 1942 was de bemanning door koningin Wilhelmina ontvangen op het landgoed Stubbings House in Maidenhead. Mink Verbaan maakte vanuit zee in juni 1944 de landing op de Franse kust mee en was onder meer betrokken bij de Operatie Overlord tijdens die landing in Normandië.

## Muiterij
Mink Verbaan maakte deel uit van een groep Engelandvaarders, die uit twaalf personen bestond en die de muitende bemanning vormde van de spionagelogger KW 110.De logger was uitgerust voor de visserij met de vleet op haring. De ontsnappingsactie begon al bij het vertrek op 29 augustus 1942 vanuit IJmuiden. Het geheel stond onder leiding van hun stuurman Jacob de Mos. Bij de op de muiterij volgende kaping op 29 augustus 1942 later op de avond en schijnbaar op weg naar de visgronden van de Noordzee werden zowel de Duitsgezinde schipper Pieter Grootveld sr. als de door de Duitsers opgeleide en door hen bewapende V-Mann (vertrouwensman) en spion Johannes A. Dijkstra overmeesterd. Mede door de verhoren van de in Engeland gearresteerde schipper Grootveld en de V-Mann Dijkstra kregen de geallieerden steeds meer greep op het fenomeen spionagelogger. Het laatstgenoemde tweetal werd voor de verdere duur van de oorlog vastgezet in een interneringskamp op het eiland Man. Als bijzonderheid gold dat de vertrouwensmannen niet op de monsterrol voorkwamen en dus niet als vermist konden worden aangemerkt.

## Onderscheidingen
- Bronzen eremedaille in de Orde van Oranje-Nassau
- Verzetsherdenkingskruis
- Kruis van Verdienste
- De Normandië Medaille D-Day invasie 6 juni 1944